# 汚名

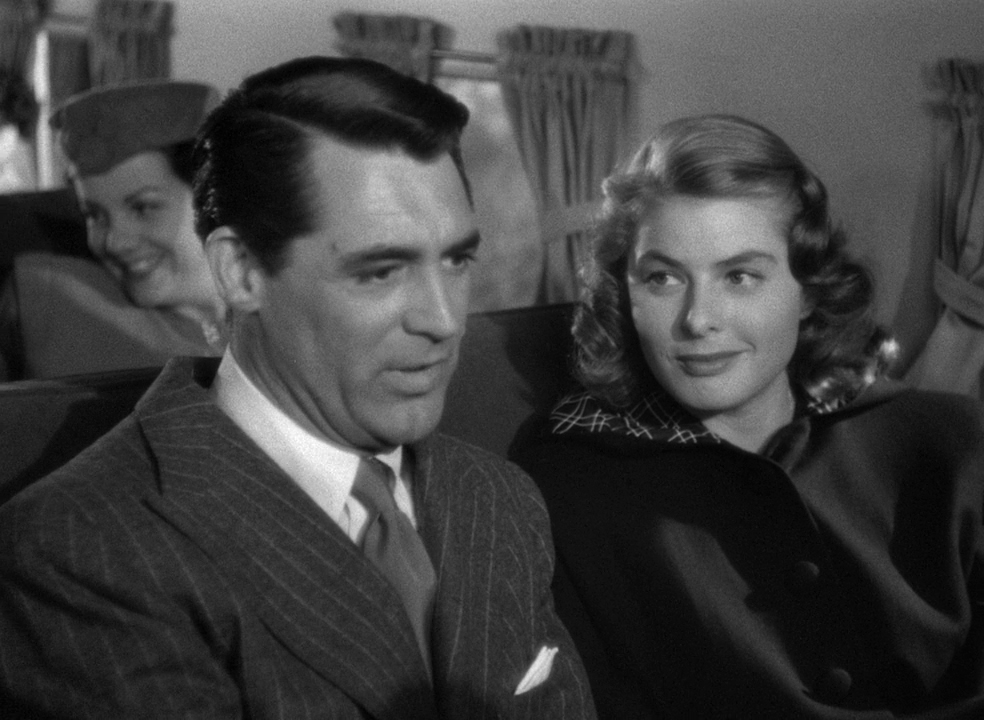
ケーリー・グラント(左)とイングリッド・バーグマン

『汚名』（おめい、Notorious）は、1946年のアメリカ合衆国のスパイ映画。監督はアルフレッド・ヒッチコック、出演はケーリー・グラントとイングリッド・バーグマンなど。ブラジルに潜伏中のナチの残党を捕らえる任務を負った米国の諜報員と、彼に協力して潜入スパイとなった素人の女性を描いている。

## ストーリー
ドイツ出身の父親がナチスのスパイであったとして、世間から非難されていたアリシア・ヒューバーマンに、FBIエージェントのT・R・デヴリンが近づく。デヴリンはアリシアに、第二次世界大戦後にブラジルに逃げたナチ党のグループを見つけるための助力を求める。当初はデヴリンに反発していたアリシアだったが、母親の生まれた国である米国への愛国心から、デヴリンに協力することにする。こうして共に行動することになった2人はすぐに愛し合うようになる。ところが、ブラジルに着いた2人に下された命令は、ナチの有力な支援者であるセバスチャンにアリシアがハニートラップを仕掛け、情報を引き出すというものであった。デヴリンは動揺するが、任務と諦める一方、アリシアはデヴリンが明確に反対しないことに失望し、任務を引き受けることにする。
父親の友人で、かねてアリシアに想いを寄せていたセバスチャンを籠絡するのは容易だったが、セバスチャンはすぐにアリシアに求婚する。対応に困ったアリシアはデヴリンの上司プレスコットらに相談するが、プレスコットらは妻となったほうがより情報を得やすくなると結婚を勧める。デヴリンは動揺するものの任務と諦めて黙認する。その姿にアリシアはさらに失望する。
アリシアの情報収集は順調に進み、成果を上げていく中で、セバスチャンの屋敷内のワインセラーが怪しいと睨んだアリシアとデヴリンは、新妻の披露パーティを開き、デヴリンをアリシアの友人として屋敷に招待することで、ワインセラーに潜入する計画を立てる。アリシアが盗み出したワインセラーの鍵を使って潜入に成功したデヴリンはワインの瓶のいくつかに砂状のものが入れられていることに気付き、それを持ち帰る。後にこの砂はウラン鉱石であることが判明する。ところが、セバスチャンのみが保管しているワインセラーの鍵が鍵束からいつの間にかなくなっており、しかもアリシアとの寝室に置いておいた鍵束に朝には戻されていたこと、さらにはワインセラーに何者かが侵入した形跡があったことから、セバスチャンはアリシアがスパイであることに気付いてしまう。ショックを受けたセバスチャンはナチの仲間でもある母親に相談する。かねてアリシアとの結婚に反対していた母親だったが、嫁がスパイであることが仲間に知られれば、自分も息子も殺されることから、アリシアの正体を隠しつつ、彼女を緩やかに毒殺することにする。こうしてアリシアは夫と義母によって毒の入った珈琲を毎日飲まされ、急速に体調を悪化させていく。明らかに体調の悪い様子のアリシアをデヴリンは心配するが、素直になれないアリシアはただの二日酔いとごまかし、デヴリンの好意を拒む。
その夜、セバスチャンの仲間であるアンダーソン博士が間違えてアリシアの珈琲を飲みそうになったのを慌てて止める夫と義母の姿に、アリシアはようやく自分の正体が2人に知られていることに気付くが、時既に遅く、アリシアは倒れ、そのまま寝室に監禁されてしまう。アリシアがあらかじめ決められた連絡場所に現れず、音信不通になったことに不安を覚えたデヴリンは「友人」としてセバスチャンの屋敷を訪問する。そして、人目がなくなったところでアリシアの寝室に潜入し、アリシアが毒殺されかけていることを知る。アリシアは息も絶え絶えになりながら、アンダーソン博士との会話から察したウラン鉱石の入手先をデヴリンに伝える。この事態にようやく2人は互いを愛する気持ちを素直に認め合い、屋敷を脱出することにする。そこにセバスチャンと母親が現れる。しかし、その場に仲間たちがいたことから、セバスチャンも母親も騒ぎ立てることができず、デヴリンはあくまで病状の悪化したアリシアを病院に送り届けるとして堂々と屋敷を出ていく。そして、一緒に連れていくようにすがるセバスチャンを残し、アリシアだけを連れて車で屋敷を後にする。この様子を見た仲間たちは、最近自分たちが尾行されていることに関してセバスチャンを怪しんでいたことからようやく事情を察する。セバスチャン母子が仲間たちに殺されることを示唆して物語は終わる。

## キャスト
| 役名                         | 俳優                             | 日本語吹替                                 | 日本語吹替                                   |
| 役名                         | 俳優                             | NETテレビ版                                | PDDVD版                                      |
| ---------------------------- | -------------------------------- | ------------------------------------------ | -------------------------------------------- |
| T・R・デヴリン               | ケーリー・グラント               | 田口計                                     | 加藤亮夫                                     |
| アリシア・ヒューバーマン     | イングリッド・バーグマン         | 水城蘭子                                   | 大坂史子                                     |
| アレクサンダー・セバスチャン | クロード・レインズ               | 原保美                                     | 塾一久                                       |
| セバスチャンの母             | レオポルディーネ・コンスタンチン | 鈴木光枝                                   | 磯辺万沙子                                   |
| ポール・プレスコット         | ルイス・カルハーン               |                                            | 芦澤孝臣                                     |
| 執事ジョセフ                 | アレクシス・ミノティス           |                                            | 西垣俊作                                     |
| アンダーソン博士             | ラインホルト・シュンツェル       |                                            | 鈴木貴征                                     |
| 不明 その他                  |                                  | 塩見竜介 千葉順二 西田昭市 水島晋 千葉耕市 | 田坂浩樹 原田晃 瀬尾恵子 小浅和大 七瀬みーな |
|                              |                                  |                                            |                                              |
| 演出                         | 演出                             | 小林守夫                                   | 大前剛                                       |
| 翻訳                         | 翻訳                             | 木原たけし                                 | 恩田薫子                                     |
| 効果                         |                                  |                                            |                                              |
| 調整                         |                                  |                                            |                                              |
| 制作                         | 制作                             | 東北新社                                   |                                              |
| 解説                         |                                  |                                            |                                              |
| 初回放送                     | 初回放送                         | 1972年5月28日 『日曜洋画劇場』             |                                              |

### ヒッチコックのカメオ出演
映画の中盤、セバスチャン（クロード・レインズ）の屋敷で開かれたパーティでシャンパンを口にしてすぐに画面から出ていく。

## エピソード
撮影当時、アメリカでは3秒以上のキスシーンは禁止されていた。そこでヒッチコックは、3秒以内のキスを繰り返すという手法をとり、お喋りをしてはキス、電話をしながらキス…と2分以上のキスシーンを成功させた。
ケーリー・グラントとイングリッド・バーグマンは1958年の映画『無分別』で再度共演している。

## 作品の評価

### 映画批評家によるレビュー
Rotten Tomatoesによれば、批評家の一致した見解は「ヒッチコックによる荘厳な演出、そしてイングリッド・バーグマンとケーリー・グラントによる素晴らしい中心的演技は、この作品を再見する価値のある正真正銘の古典にしている。」であり、47件の評論のうち高評価は98%にあたる46件で、平均点は10点満点中8.94点となっている。
Metacriticによれば、16件の評論の全てが高評価で平均点は100点満点となっている。

### 受賞歴
| 賞                 | 部門       | 対象者             | 結果       |
| ------------------ | ---------- | ------------------ | ---------- |
| 第19回アカデミー賞 | 助演男優賞 | クロード・レインズ | ノミネート |
| 第19回アカデミー賞 | 脚本賞     | ベン・ヘクト       | ノミネート |